# Erlik
Erlik, Erlig, Erklik ali Erlik Kan (turško Erlik ali Erlik Han, mongolsko Эрлэг ali  Эр-Каан, Er Kaan, rusko Эрлик, Jerlik) je bil v turški in mongolski mitologiji bog smrti in podzemlja.

## Lastnosti
V sibirski mitologiji je bil Erlik prva stvaritev stvarniškega božanstva Ulgena. Zaradi Erlikoveg napuha so med njima natala trenja in Erlik je bil izgnan v spodnji svet.
V mitih turških in mongolskih ljudstev je Erlik soustvarjalec človeštva. Je morilec božjega sla  Majtreja in učitelj greha. Včasih je prikazan kot totemski medved.
V turški mitologiji je božanstvo zla, teme, gospodar spodnjega sveta in razsodnik smrti. Znan je kot prvi človek, ki ga je ustvaril Ulgen. Želel je biti enak Ulgenu, vendar mu je bil podrejen. Zato je poskušal ustvariti svoj svet, vendar je bil poslan v zapor v deveto nadstropje zemlje in postal nasprotnik gornjega sveta, kraljestva svetlobe.  
Zli duhovi, ki jih je ustvaril Erlik, ljudem povzročajo nesrečo, bolezen in smrt. Prikazani so kot njegovi pomočniki. Med njimi je tudi njegovih devet sinov in devet  hčera, ki pomagajo očetu na poti zla. Erlikove hčerke poskušajo s svojo lepoto spremeniti predvsem šamanov razum, medtem ko poskuša doseči Ulgena.   Erlik povzroča vse vrste bolezni in od ljudi pričakuje žrtve. Če mu ljudje ne žrtvujejo, jih pobije, njihova trupla pa odnese v spodnji svet in jih zasužnji. Ljudje, še zlasti na Altaju, se ga ob izbruhu bolezni ustrašijo in mu žrtvujejo živali.
V molitvah šamanov je Erlih opisan kot pošast z obrazom in zobmi prašiča in človeškim telesom. Prikazan je tudi starec z mladim obrazom, dobro grajenim telesom, črnimi očmi in košatimi obrmi in brki. 
Po njem se imenuje dinozaver erlikozaver.

## Erlikovi otroci
Erlik je imel devet sinov, imenovanh Karaoğlanlar (črni fantje) in devet hčera, imenovanih  Karakizlar (črna dekleta), katerih imena niso znana. 
Karaoğlanlar
- Karaš Kan, bog teme,
- Matir Kan, bog hrabrosti in ugleda,
- Šingaj Kan, bog kaosa,
- Komur Kan, bog zla,
- Badiš kan, bog razdejanja,
- Jabaš kan, bog poraza,
- Temir Kan, bog železa in rudarjenja,
- Učar Kan, bog ovaduhov in
- Kerej Kan, razprtij.

## Vir
- Упоминание божества Эрлика в древнетюркской рунической надписи Алтын-Кёль (Omembe  božanstva Erlika v starih turških runskih napisih, v ruščini).